# 前田利以
前田 利以（まえだ としもち）は、上野七日市藩の第9代藩主。七日市藩前田家9代。

## 生涯
明和5年（1768年）2月26日、加賀大聖寺藩の第5代藩主・前田利道の六男として大聖寺で生まれる。七日市藩の第8代藩主・前田利見の養子となり、天明6年（1786年）に利見が死去したため家督を継ぐ。天明8年（1788年）5月に駿府加番に任じられ、寛政7年（1795年）に従五位下・大和守に叙位・任官する。
文化5年（1808年）11月8日、家督を養子の利和に譲って隠居し、鶴心斎宗啓と名乗る。しかし、隠居後も藩政の実権を握って江戸に別宅を建設し、贅を尽くした生活を送ったために藩財政が逼迫する。これは鶴心斎の江戸詰めの腹心が藩主利和との仲を裂こうという陰謀であったともいわれているが、前田氏の本家である加賀藩からの諫めも聞き入れなかったため、加賀藩との関係が悪化し、慢性的な財政難に苦しんでいた七日市藩は加賀藩からの援助を受けられなくなり、文政4年（1821年）の大旱魃なども重なり、藩財政はさらに逼迫する。また、利和とも不仲になったといわれる。文化9年（1812年）4月、御用人格（150石、御徒士支配）の須藤岡之進は、藩主利和と鶴心斎との軋轢と本家の怒りを解くため、遺書に諌言を書き、夫妻で切腹して果てた。これをきっかけに仲も修復され、本家との関係も多少修復した。
藩や当主らは財政改善・民政にいくつかの施策を打ち出すが、利以の贅沢は死去するまで改まらなかった、と伝わる。文政11年（1828年）5月4日に江戸の北本所にあった下屋敷で死去した。享年61。

## 系譜
父母
- 前田利道（実父）
- 円成院 ー 加藤氏、側室（実母）
- 前田利見（養父）

正室
- 貞光院 ー 前田利見の養女、前田利尚の娘

養子
- 前田利和 ー 前田武宣の三男